# Wyeomyia charmion
Wyeomyia charmion är en tvåvingeart som beskrevs av Dyar 1928. Wyeomyia charmion ingår i släktet Wyeomyia och familjen stickmyggor.
Artens utbredningsområde är Panama. Inga underarter finns listade i Catalogue of Life.